# 奥林匹克运动会布基纳法索代表团
布吉納法索（國際奧委會國家編碼為：BUR）自1988年起首次參與夏季奥林匹克运动会後，每屆都有派出選手參加。早在1972年，該國就以其當時的國名上伏塔參賽，連同在內，參與了九屆奧運會，仍未奪得任何獎牌，直到2020年参與的第十次，在男子田徑三級跳遠賽事中，于格·法布里斯·贊戈奪下銅牌，是該代表團史上第一面奧運獎牌。該國沒有參與過冬季奥林匹克运动会。